# Manfred Siebald
Manfred Siebald (* 26. Oktober 1948 in Alheim-Baumbach) ist ein deutscher Sänger und Liedermacher christlicher Popularmusik und ehemaliger Professor für Amerikanistik an der Johannes Gutenberg-Universität in Mainz.
Siebald ist vor allem als christlicher Liedermacher bekannt geworden. Viele der Lieder haben inzwischen einen festen Platz in Liederbüchern verschiedener christlicher Konfessionen und werden in Gemeinden und Jugendgruppen gesungen.

## Künstlerische und musikalische Laufbahn

### Kindheit und Jugend
Manfred Siebald wurde 1948 als Sohn des Reichsbahn-Inspektors Friedrich Siebald (1914–2007) und seiner Frau Anna Katharina (1920–2011) geboren. Mit seinem älteren Bruder Ulrich wuchs er in einem Elternhaus auf, das er als offen gegenüber bedürftigen Menschen aus aller Welt beschreibt. Dies sorgte auch dafür, dass ihm die englische Sprache bereits zu dieser Zeit wichtig wurde, damit er sich mit den Gästen unterhalten konnte. Ab dem Alter von acht Jahren erlernte Siebald mehrere Instrumente, darunter Geige, Bratsche und Klavier. Gitarre zu lernen begann er, als er eine Jungschar übernahm, um die Kinder angemessen begleiten zu können. Als musikalische Einflüsse gibt Siebald neben französischen Chansons Vertreter der amerikanischen Folkbewegung an, darunter beispielsweise Pete Seeger; Peter, Paul and Mary; Bob Dylan und Simon and Garfunkel. Sein erstes Lied – Jesus ist immer da – verfasste er noch vor dem Abitur. 1967 legte er in Kassel am Gymnasium Goethe-Schule die Reifeprüfung ab und studierte anschließend in Marburg. Parallel zum Studium erhielt er auch Unterricht in Harmonielehre und Gesang. Bereits seit 1966 war er als Streicher im Jugend-für-Christus-Chor tätig, mit dessen Deutschland Singers, einer von Klaus Heizmann eigens für eine USA-Tour zusammengestellten Formation, er 1969 auf Überseetournee ging. Nachdem dieser Chor bei seiner Rückkehr wieder aufgelöst worden war, bildete Siebald mit einer Gruppe weiterer Mitsänger der Reise 1970 die Christussänger. Ihre erste Single Fröhlich zieh ich meine Straße hatte die Gruppe, noch namenlos, bereits 1969 produziert.

### Erste Veröffentlichungen in den 1970er Jahren
Siebalds erste Single mit dem Titel Meinst du wirklich, es genügt? erschien 1970 beim HSW-Verlag, nachdem er bei einigen Auftritten in Kassel dem Verleger Hermann Schulte begegnet war, der ihn zu Aufnahmen nach Wetzlar einlud. Bereits im Jahr vorher hatte Siebald beim ersten Jugend-für-Christus-Liederwettbewerb den 2. Preis gewonnen. Das Lied mit dem Titel Fröhlich zieh ich meine Straße wurde 1974 veröffentlicht. 1972 veröffentlichte er sein erstes Soloalbum Da steh ich nun, das von Siegfried Fietz produziert wurde. Auch das folgende Album Ich gehe weiter, das 1974 erschien, gründete auf dieser Zusammenarbeit. Zwei Jahre später produzierte Nils Kjellström unter Mitwirkung von Musikern von Hugo Strassers Tanzorchester Siebalds drittes Solo-Album Das ungedüngte Feld. Die mit den beiden letztgenannten Alben eingeschlagene Pop-Schiene verließ Siebald mit dem 1978 erschienenen Album Zeitpunkte, das von Johannes Nitsch produziert wurde. Seitdem bewegen sich seine Alben eher im Chanson- und Liedermacherstil. Neben den vier LPs veröffentlichte Siebald auch immer wieder weitere Singles und übersetzte verschiedene Lieder aus dem Englischen ins Deutsche. Dazu gehört zum Beispiel sein bekanntes Lied Ins Wasser fällt ein Stein, dessen Aufnahme sich auf der LP der Christussänger Weil er Freude bringt (1973) findet. Auch das Lied Gott lädt uns ein zu seinem Fest von 1976 gehört dazu. Es entstand auf Bitte von Ulrich Parzany als Titellied für das Christival 76. International bekannt wurde Siebald durch Auftritte bei Massenevangelisationen wie Eurofest '75 mit Billy Graham in Brüssel.

### Die 1980er Jahre
Seit 1982 hatte Siebald eine Auftrittsberechtigung in der DDR, wo er zum Beispiel 1983 zusammen mit Theo Lehmann auf dem Kirchentag in Dresden auftrat.
Im Laufe der Zeit wurde er zum wohl bekanntesten deutschen christlichen Liedermacher und beeinflusste so auch viele andere christliche Künstler. Unter dem Titel Manfred Siebald und Freunde fand sich der ehemalige Christussänger-Chor 1983 zusammen, um unter der Regie von Johannes Nitsch das Album Überall hat Gott seine Leute aufzunehmen. Von nun an erschienen fast alle folgenden Alben im Hänssler-Verlag, so auch die nächste LP Kreuzschnabel (1985). Dies ist außerdem das erste Album, das in den USA aufgenommen wurde. Auf Kreuzschnabel sind bekannte Musiker wie Phil Keaggy zu hören und das Album wurde später zu den 50 christlichen Musikklassikern gezählt. Es enthält letztmals bei einer Solo-LP ein übersetztes Lied aus dem Englischen: Dann geschah es. Bereits ein Jahr später wurde die Liebeslieder-LP Alles auf seine Weise: Liebeslieder aufgenommen. 1988 erschien schließlich Spuren mit dem bekannten Segenslied Geh unter der Gnade, das Manfred Siebald für seinen Verleger Friedrich Hänssler verfasst hatte.

### Die 1990er Jahre
Kurz nach dem Mauerfall nahm Siebald sein achtes Soloalbum Von Wegen (erschienen 1991) auf. Der Titel Über Nacht nimmt Bezug auf die politischen Umwälzungen jener Zeit. Zwei Jahre später knüpfte Siebald mit Du bist mein Rabe: Lieder von der Liebe an sein Liebeslieder-Album von 1986 an. Ähnlich wie diese erste LP enthält Du bist mein Rabe bereits bekannte, zum überwiegenden Teil aber auch neue Lieder. Die folgenden beiden CDs wurden dann in Deutschland produziert, stellen aber keine reinen Solo-Alben von Manfred Siebald dar. 1994 erschien zunächst das zweite Album zusammen mit den ehemaligen Christussängern Worte wie Brot, das vor allem neue Lieder für den Gottesdienst enthält, die Siebald für seine Heimatgemeinde in Mainz (Auferstehungskirche) geschrieben hatte. 1996 wurde die CD Laß uns Freunde sein veröffentlicht, auf der sich verschiedene Kinderlieder wie beispielsweise Die Bäume rauschen im Wind befinden, das von Siebald in seinen Konzerten oft mit einer Ukulele dargeboten wird. Nach diesen Projektalben erschien 1998 eine neue Solo-CD: Nicht vergessen, bei der der Liedermacher zum ersten Mal mit Manfred Staiger zusammenarbeitete. Dieser war seitdem an allen folgenden in den USA produzierten CDs beteiligt. Schon bald folgte (1999) das Album Weltbewegende Winzigkeiten, auf dem Siebald – mit Ausnahme der Live-CD von 2010 – zum letzten Mal selbst Gitarre spielt.

### Die 2000er Jahre
Im Jahr 2000 produzierte Johannes Nitsch das Weihnachtsalbum Was die Engel uns sagen, das Manfred Siebald wiederum zusammen mit den ehemaligen Christussängern aufnahm. Bekannte Musiker wie der Schlagzeuger Ralf Gustke oder die Flötistin Heike Wetzel sind auf der CD zu hören. Ein Teil der Einnahmen wird für die Arbeit der Hilfsorganisation humedica gespendet, für die Siebalds Ehefrau Christine immer wieder zu Auslandseinsätzen unterwegs ist. Das nächste in den USA produzierte Album trug den Titel Vielleicht kommst du mit und erschien 2001. Als Besonderheit enthält die CD sowohl ein instrumentales Intro als auch ein Outro mit den Titeln Einladung eins und Einladung zwei, komponiert von Manfred Staiger.
Mittlerweile waren während der musikalischen Tätigkeit von Manfred Siebald mehrere Generationen weiterer christlicher Künstler herangereift. Viele davon wurden von ihm beeinflusst. Dies lässt sich unter anderem an der Veröffentlichung der Produktion In deinem Haus – A Tribute to Manfred Siebald im Jahr 2003 erkennen. Bekannte Künstler christlicher Popmusik (zum Beispiel Michael Janz von Beatbetrieb) interpretierten hier Lieder von Manfred Siebald neu. Arrangiert wurde das Album unter anderem von Florian Sitzmann; Arne Kopfermann produzierte die CD.
Siebald selbst nahm Ende 2003 das Album Morgenmantelmorgen auf. Zwei Jahre später folgte die CD Ich lass dich nicht fallen. Dieses Album enthält als Besonderheit einen Hidden Track (Du hältst dein Wort), auf den Siebald allerdings im Booklet mit einem kleinen Tipp hinweist.
Mit der CD Aber sicher aus dem Jahr 2008 wurde zum ersten Mal seit knapp 25 Jahren ein Siebald-Album nicht im Peace in the Valley Studio von Joe Bellamy aufgenommen, sondern im Stagg Street Studio. Joe Bellamy war allerdings als Tontechniker weiterhin beteiligt. 2010 erschienen gleich zwei Produktionen: einerseits das Studio-Album Das Beste kommt noch, andererseits die in Mainz aufgenommene Live-CD mit dem schlichten Titel Manfred Siebald: Live. 2013 wurde dann ein neues Studioalbum veröffentlicht: Höchste Zeit. Das aktuelle Album, das 2017 erschien, trägt den Titel Zur Feier des Tages. 2018 erschien zum 70. Geburtstag eine CD-Box mit allen Soloalben und einer zusätzlichen Einführung des Autors zur jeweiligen Produktion und den damit zusammenhängenden Zeitumständen.

### Weitere Tätigkeiten
Weiterhin ist Manfred Siebald als Übersetzer von englischsprachigen Liedern sowie als Texter für andere Künstler wie Beate Ling oder Johannes Nitsch (Jesus, zu dir kann ich so kommen) tätig. So schrieb er zum Beispiel sämtliche Texte für das Album Welt von 1000 Wegen von Cae Gauntt aus dem Jahr 1995. Immer wieder wurde er auch um „Mottolieder“ für besondere Veranstaltungen oder Konferenzen gebeten, beispielsweise 1992, als er für das Jahr mit der Bibel das Lied Von deinen Worten können wir leben verfasste, das sich auf dem Album Nicht vergessen findet. Insgesamt entstanden über die Jahre hinweg etwa 400 Liedtexte. Bislang hat Siebald 22 Solo-Alben und sieben Gedichtbände veröffentlicht. Sein Kurzgeschichtenband Pitti lächelt ist in Teilen auch als Hörbuch erschienen. Er beteiligt sich immer wieder an verschiedenen Buchprojekten wie etwa den von verschiedenen Autoren verfassten Krimis Allegro Mortale und Am Anfang war der Mord, zu denen er jeweils ein Kapitel beisteuerte.
Viele Jahre lang gab Manfred Siebald etwa dreißig Konzerte im Jahr, bei denen er sich selbst auf verschiedenen akustischen Gitarren begleitete und die ihn quer durch ganz Deutschland führten. Für Konzerte im Ausland, unter anderem in den USA oder in Sri Lanka, erarbeitete er auch ein englischsprachiges Programm seiner Lieder.

## Akademische Laufbahn
Nach dem Abitur am Goethe-Gymnasium in Kassel (1967) studierte Siebald an der Philipps-Universität in Marburg Anglistik und Germanistik. Nach Abschluss der Referendarausbildung und dem Zweiten Staatsexamen begann er 1977 seine akademische Laufbahn an der Johannes Gutenberg-Universität in Mainz. Seine Dissertation befasste sich mit dem Thema Auflehnung im Romanwerk Herman Melvilles. Er blieb auch nach der Promotion in Mainz tätig; er wurde dort über das Thema Der verlorene Sohn in der amerikanischen Literatur habilitiert (1996) und war an gleicher Stelle von 2002 bis 2012 Professor für Amerikanistik. Unterbrochen wurde seine Tätigkeit in Mainz durch die Gastdozenturen am Wheaton College (1992), an der Georgia State University in Atlanta (1996 und 1997) und der York University in Toronto (2011).

## Sonstiges
Manfred Siebald ist Kuratoriumsmitglied des Institutes für Glaube und Wissenschaft der SMD. 1979 war er Mitbegründer der Gemeinschaft DAS RAD – Christen in der Kunst. 2008 erhielt er zusammen mit seiner Frau von Bundespräsident Horst Köhler das Bundesverdienstkreuz am Bande. Alle Einnahmen aus Konzerten spendet Siebald wohltätigen Zwecken. Außerdem unterstützt er bereits seit 1972 den Verein des ERF und die Hilfsorganisation von Heinz-Horst Deichmann wortundtat.
Manfred Siebald ist verheiratet mit der Ärztin Christine Siebald; die beiden haben einen Sohn.
Siebald spielt in seiner Freizeit Pétanque und hat über die Boulespiel-Sportart ein Buch geschrieben.

## Bekannte Lieder
- Ins Wasser fällt ein Stein, nach dem englischen Pass it on, Musik: Kurt Kaiser (enthalten im Evangelischen Gesangbuch EG 637 Ausgabe Württemberg zu finden)
- Es geht ohne Gott in die Dunkelheit
- Es ist niemand zu groß, es ist niemand zu klein (enthalten im Gesangbuch der Evangelisch-methodistischen Kirche 298)
- Es wird nicht immer dunkel sein (enthalten im Gesangbuch Wo wir dich loben, wachsen neue Lieder – plus 37)
- Geh unter der Gnade (Segenslied, enthalten im Gesangbuch der Evangelisch-methodistischen Kirche 106 und im Evangelischen Gesangbuch Regionalteil Württemberg, 543)
- In Deinem Haus
- Jesus, zu dir kann ich so kommen, wie ich bin (Musik: Johannes Nitsch)
- Gut, dass wir einander haben (Lied über die Vorteile von christlicher Gemeinde/Gemeinschaft, auch als Hauskreislied bekannt und enthalten im Gesangbuch der Evangelisch-methodistischen Kirche 443)
- Friede sei mit dir (Segenslied)
- Du bist mein Rabe (Liebeslied)
- Über Nacht (Lied zum Thema Mauerfall und Wiedervereinigung 1989/90)
- Mit federleichter Hand (Liebeslied)
- Wenn der Mund stumm ist (Lied zum 11. September 2001)
- Was hat wohl der Esel gedacht (Weihnachtslied)
- Die Weihnachtsfreude (ein sehr bekanntes Weihnachtslied, das ursprünglich aus dem Zeichentrickfilm Die Stadt, die Weihnachten vergaß stammt)
- Wenn wir Gott in der Höhe ehren (Weihnachtslied)
- Wir brauchen Mut

## Diskografie
| Jahr | Titel                                   | Verlag       |
| ---- | --------------------------------------- | ------------ |
| 1972 | Da steh ich nun                         | Gerth Medien |
| 1974 | Ich gehe weiter                         | Gerth Medien |
| 1976 | Das ungedüngte Feld                     | Gerth Medien |
| 1978 | Zeitpunkte                              | Gerth Medien |
| 1985 | Kreuzschnabel                           | SCM Hänssler |
| 1986 | Alles auf seine Weise: Liebeslieder     | SCM Hänssler |
| 1988 | Spuren                                  | SCM Hänssler |
| 1991 | Von Wegen                               | SCM Hänssler |
| 1993 | Du bist mein Rabe: Lieder von der Liebe | SCM Hänssler |
| 1998 | Nicht vergessen                         | SCM Hänssler |
| 2000 | Weltbewegende Winzigkeiten              | SCM Hänssler |
| 2001 | Vielleicht kommst du mit                | SCM Hänssler |
| 2004 | Morgenmantelmorgen                      | SCM Hänssler |
| 2006 | Ich lass dich nicht fallen              | SCM Hänssler |
| 2008 | Aber sicher                             | SCM Hänssler |
| 2010 | Das Beste kommt noch                    | SCM Hänssler |
| 2013 | Höchste Zeit                            | SCM Hänssler |
| 2017 | Zur Feier des Tages                     | SCM Hänssler |

### Live-Alben
| Jahr | Titel                                                      | Verlag       |
| ---- | ---------------------------------------------------------- | ------------ |
| 2010 | Manfred Siebald live: Lieder von Lebenslust und Lebenslast | SCM Hänssler |

### Konzepte
| Jahr | Titel                                         | Mitwirkende Künstler                | Verlag        |
| ---- | --------------------------------------------- | ----------------------------------- | ------------- |
| 1983 | Überall hat Gott seine Leute                  | Manfred Siebald, Die Christussänger | SCM Hänssler  |
| 1994 | Worte wie Brot: Lieder für den Gottesdienst   | Manfred Siebald, Die Christussänger | SCM Hänssler  |
| 1996 | Lass uns Freunde sein                         | Manfred Siebald mit Kinderchor      | Kawohl Verlag |
| 2000 | Was die Engel uns sagen: Lieder zur Weihnacht | Manfred Siebald, Die Christussänger | SCM Hänssler  |

### Compilations- und Tributalben
| Jahr | Titel                                                                 | Verlag       | Anmerkungen                                                                     |
| ---- | --------------------------------------------------------------------- | ------------ | ------------------------------------------------------------------------------- |
| 1980 | Womit hab ich das verdient?                                           | Gerth Medien | Kollaboratives Kompilationsalbum mit Doris Loh zugunsten der Kandy City Mission |
| 1987 | Gib mir die richtigen Worte: Die schönsten Lieder von Manfred Siebald | Gerth Medien | Zusammenstellung aus den Alben 1972–1978                                        |
| 1999 | Die schönsten Lieder von Manfred Siebald                              | Gerth Medien | Neuauflage von Gib mir die richtigen Worte (1987)                               |
| 2008 | Gott lädt uns ein: Frühe Lieder                                       | Gerth Medien | Zusammenstellung von Singles vor dem ersten Album                               |
| 2009 | Alles ruht in dir                                                     | SCM Hänssler | Zusammenstellung aus den Alben 1984–2008                                        |
| 2018 | Manfred Siebald (CD-Box)                                              | SCM Hänssler | Zusammenstellung der 22 Soloalben zu seinem 70. Geburtstag                      |

### Tributalben
| Jahr | Titel                | Untertitel                                                     | Verlag       | Anmerkungen |
| ---- | -------------------- | -------------------------------------------------------------- | ------------ | --- |
| 1992 | Staunen              | Instrumentalbearbeitungen beliebter Lieder von Manfred Siebald | Gerth Medien | Tributalbum von Tom Keene |
| 2003 | In deinem Haus       | A Tribute To Manfred Siebald                                   | Gerth Medien | Tributalbum produziert von Arne Kopfermann mit Yasmina Hunzinger, Lemon Sisters, Michael Janz, Cae Gauntt, Sharona, Linus Kraus, ProJoe, Sarah Kaiser und Katrin Lauer |
| 2009 | Singen Sie bald mit? | Beliebte Lieder von Manfred Siebald für die Gemeinde           | SCM Hänssler | Zusammenstellung aus Alben von Manfred Siebald sowie Coverversionen vom Evangeliumschor Stuttgart, den Christussängern, Johannes Nitsch, Time To Sing u. a.            |
| 2013 | Unter der Gnade      | Richard Souther spielt Lieder von Manfred Siebald              | SCM Hänssler | Tributalbum von Richard Souther |
| 2018 | Loben CD 5           | Lieder von Manfred Siebald und anderen                         | CLV          | Loben Chor. Zum 70. Geburtstag von Manfred Siebald |

## Gedichtbände
- 1976: Ist schon alles gesagt
- 1980: Worauf noch warten
- 1983: Kreuzschnabel
- 1992: Wir brauchen Mut
- 1992: Lehn dich zurück
- 1993: Du bist mein Rabe (mit Christine Siebald)
- 1993: Von den Augen abgelesen

## Weitere Bücher
- Auflehnung im Romanwerk Herman Melvilles. Dissertation. Peter Lang, Frankfurt am Main u. a. 1979, ISBN 3-8204-6337-2.
- Hrsg. mit Horst Immel: Amerikanisierung des Dramas und Dramatisierung Amerikas. Studien zu Ehren von Hans Helmcke. Peter Lang, Frankfurt am Main u. a. 1985, ISBN 3-8204-5524-8.
- Eine Handvoll schöner Gedanken. Aphorismensammlung. Coprint-Verlag, Wiesbaden 1986, ISBN 3-922819-27-3.
- Das Leben ist eine Boulebahn. Meditationen unter südlicher Sonne. R. Brockhaus, Wuppertal 2003, ISBN 3-417-24724-1.
- Der verlorene Sohn in der amerikanischen Literatur. Habilitationsschrift. Winter, Heidelberg 2003, ISBN 3-8253-1302-6.
- Die ganze Weite: Ein Amerika-Lesebuch. 2004, ISBN 3-87630-525-X.
- Gib mir den richtigen Ton. Lauter Liedergeschichten. SCM Hänssler, Holzgerlingen 2006, ISBN 3-7751-4355-6.
- Dorothy L. Sayers: Leben – Werk – Gedanken. Neufeld Verlag, Schwarzenfeld 2007, ISBN 978-3-937896-51-9.
- Pitti lächelt und andere Geschichten. Brunnen-Verlag, Gießen 2008, ISBN 978-3-7655-1982-6.
- Lass uns leise jubeln. Noch mehr Liedergeschichten. SCM Hänssler, Holzgerlingen 2013, ISBN 978-3-7751-5463-5.
- Nehmt einander an. Das Buch zur Jahreslosung. SCM R. Brockhaus, Witten 2014, ISBN 978-3-417-26611-5.
- Und wir in seinen Händen. Ein Jahr und ein Tag mit Matthias Claudius. SCM Hänssler, Holzgerlingen 2014, ISBN 978-3-7751-5580-9.
- Manfred Siebald – Seine Lieder – 1968–2018 (Liederbuch). SCM Hänssler, Holzgerlingen 2018, ISBN 978-3-7751-5900-5.
- Du bist zu Hause und andere Geschichten. Brunnen-Verlag, Gießen 2020, ISBN 3765507504.